# Quercus faginea subsp. alpestris
Quercus faginea subsp. alpestris é uma subespécie de planta com flor pertencente à família Fagaceae. 
A autoridade científica da subespécie é (Boiss.) Maire, tendo sido publicada em Flore de l'Afrique du Nord: 7: 100. 1961.

## Portugal
Trata-se de uma subespécie presente no território português, nomeadamente em Portugal Continental.
Em termos de naturalidade é nativa da região atrás indicada.

## Protecção
Não se encontra protegida por legislação portuguesa ou da Comunidade Europeia.